# Czołg Burstyna
Czołg Burstyna – austriacki projekt czołgu opracowany w 1911 roku przez oficera Günthera Burstyna (przez Burstyna czołg był nazywany „Działem motorowym”).

## Historia

### Propozycja służby
Czołg Burstyna miał służyć do wsparcia ataków piechoty oraz ataków na artylerię wroga.

### Zaprezentowanie projektu
Projekt czołgu został zaprezentowany władzom austro-węgierskim w 1911 roku. Jednakże władze nie zainteresowały się projektem, ponieważ wojsko wolało artylerię, kawalerię oraz piechotę.

### Pomysł i projekt czołgu
Głównym źródłem pomysłu były układy jazdy amerykańskich ciągników rolniczych. Czołg (w projekcie) posiadał „ramiona” umożliwiające jeżdżenie po okopach. Dodatkowo „ramiona” były tak skonstruowane by ułatwiać kierowanie czołgu. Skręcanie czołgiem odbywało poprzez zmniejszenie obrotu jednej z gąsienic. Wymiary czołgu: 3,5 m długości, 2 m szerokości, 2 m wysokości. Prędkość czołgu: po bezdrożach 8 km/h, na drodze 29 km/h. Uzbrojenie: lekka armata Škoda 47 mm. Niektóre rozwiązania zastosowane w Czołgu Burstyna zostały przeniesione do czołgów takich jak np.: Renault FT. 

### Zbudowanie czołgu
W 2011 roku zbudowano pełnowymiarowy model czołgu, wystawiany w Heeresgeschichtliches Museum. 